# Auguste Tolbecque
Auguste Tolbecque (París, 30 de març de 1830 - Niort, 8 de març de 1919) fou un músic francès. S'assenyalà com a violoncel·lista, instrument del qual en fou professor des de 1865 fins al 1871 en el Conservatori de Marsella, establint-se més tard a París, on figurà com a solista dels Concerts del Conservatori. Publicà l'obra titulada Souvenirs d'un musicien en province (1896) i L'art du luthier (1903). El seu fill Jean Telbecque nascut el 1857 també gaudí de gran renom com a violoncel·lista.